# Jean-Philippe Toussaint
Jean-Philippe Toussaint (ur. 29 listopada 1957 w Brukseli) – belgijski pisarz tworzący w języku francuskim, fotograf i reżyser.

## Twórczość literacka[2]
- La Salle de bain (1985) – Łazienka (2001, przekład Barbara Grzegorzewska)
- Monsieur (1986)
- L'Appareil-photo (1989)
- La Réticence (1991)
- La Télévision (1997)
- Autoportrait (à l'étranger) (1999)

### «Cycle de Marie»
- Faire l'amour (2002)
- Fuir (2005)
- La Vérité sur Marie (2009)
- Nue (2013)

## Twórczość filmowa[3](reżyseria)[4]
- Monsieur (1990)
- La Sévillane (1992)
- La Patinoire (1999)